# Sinatradoktrinen

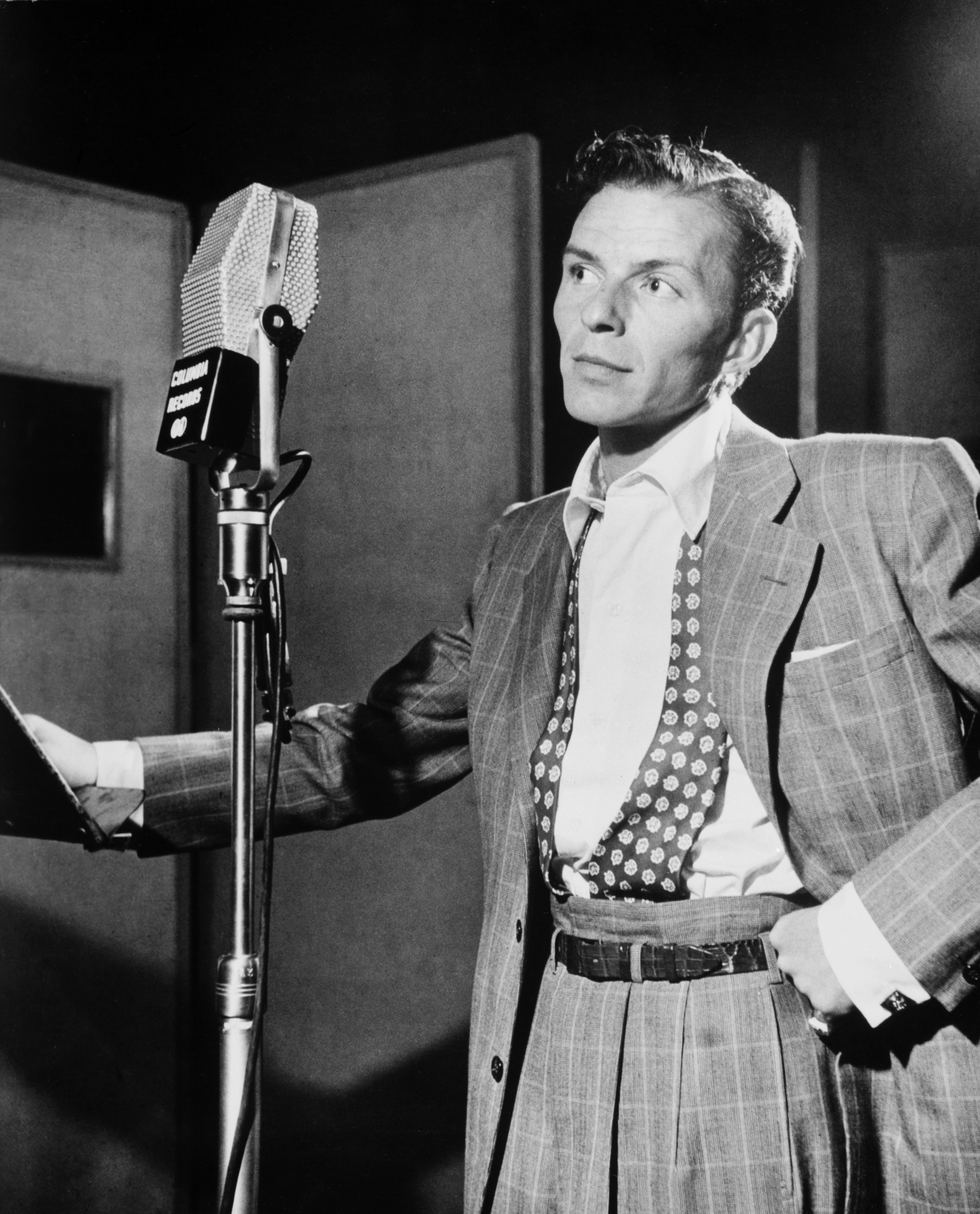
Frank Sinatra gav upphov till namnet.

Sinatradoktrinen är den skämtsamma benämningen på Sovjetunionens policy under Michail Gorbatjov att tillåta närliggande länder i Warszawapakten att bestämma över sina egna interna frågor. Namnet alluderade till Frank Sinatras sång "My Way" - Sovjet lät länderna gå sin egen väg.

## Doktrinen
Sinatradoktrinen var ett stort brott mot den tidigare Brezjnevdoktrinen, under vilken var satellitstats interna frågor i stor utsträckning kontrollerades av Moskva. Detta hade använts för att rättfärdiga Warszawapaktens invasion av Tjeckoslovakien 1968 samt Sovjetunionens invasion av Afghanistan 1979. Under 1980-talets senare år gjorde strukturella problem inom det sovjetiska systemet, växande ekonomiska problem, framväxten av antikommunistiska strömningar och följderna av kriget i Afghanistan det allt mer opraktiskt för Sovjetunionen att ålägga grannländerna Sovjets vilja.
Frasen myntades den 25 oktober 1989 av talespersonen på utrikesministeriet Gennadi Gerasimov, som framträdde i det populära amerikanska TV-programmet Good Morning America för att diskutera ett tal som Sovjetunionens utrikesminister Eduard Sjevardnadze hållit två dagar tidigare. I talet hade Sjevardnadze sagt att Sovjet erkände var lands valfrihet, i synnerhet de andra länderna i Warszawapakten. Gerasimov sade till intervjuaren att "nu har vi Frank Sinatra-doktrinen. Han har gjort en sång, I Did It My Way. Så varje land bestämmer nu själv vilken väg man ska ta." När han fick frågan huruvida detta innebar att Moskva tillät avsättandet av kommunistpartier i Sovjetblocket svarade han att "visst är det så. Politiska strukturer måste bestämmas av de som bor där."
Det har setts som att Sinatradoktrinen innebar att Moskva tillät sina allierade att bestämma över sin egen framtid. Policyn var retrospektiv, eftersom de allierade redan hade fått mycket större frihet att agera. En månad innan Gerasimovs uttalande fick Polen sin första icke-kommunistiska regering sedan 1940-talet. Den ungerska regeringen hade öppnat sina gränser mot Österrike i augusti 1989 vilket avvecklade Järnridån längs sin gräns. Då Ungern var ett av de få länder som man från Östtyskland kunde åka till reste tusentals östtyskar till Ungern så att de kunde fly över den nyöppnade gränsen mot väst. Till den östtyska regeringens stora förtret vägrade ungrarna stoppa massemigrationen. 
Dessa utvecklingar var till stor oro för mer långtgående kommunister som den östtyska ledaren Erich Honecker, som fördömde avslutandet av den traditionella "socialistiska enheten" inom Sovjetblocket, och bad Moskva tygla ungrarna. Honecker mötte en allt växande kris på hemfronten, med stora regeringskritiska demonstrationer i Leipzig och andra östtyska städer. Sjevardnadzes tal och Gerasimovs minnesvärda beskrivning av den nya policyn gjorde att Honeckers böner avvisades. Meddelandet var: "stör oss inte med era problem, lös dem själva istället."
Utlysandet av Sinatradoktrinen hade stora effekter för Sovjetblocket. Den belägrade östtyska regeringen hoppades att Sovjetunionen skulle intervenera för att försvara kommunismen i Östtyskland och annorstädes, men Sinatradoktrinen signalerade att Sovjetunionen inte skulle hjälpa de östtyska kommunisterna. Bara några få veckor senare avsattes de kommunistiska regeringarna i Östtyskland, Tjeckoslovakien och Bulgarien, och två månader senare mötte Rumänien samma öde. Detta signalerade slutet av kalla kriget och uppdelningen av Europa.